# Rinorea wallichiana
Rinorea wallichiana är en violväxtart som först beskrevs av Joseph Dalton Hooker och Thoms. in Hook. f., och fick sitt nu gällande namn av Carl Ernst Otto Kuntze. Rinorea wallichiana ingår i släktet Rinorea och familjen violväxter. Inga underarter finns listade i Catalogue of Life.